# Sima Qian
Sima Qian (chino antiguo: 司馬遷 *Sləmˤraʔ Tsʰar, chino moderno: 司马迁, pinyin: Sīmǎ Qiān, Wade-Giles: Ssu-ma Ch'ien) (Longmen, c. 145 a. C.-90 a. C.) fue un historiador, astrónomo y escritor chino de la Dinastía Han, probablemente el más importante de la Antigua China. Se le considera como el fundador de la historiografía china.
Su principal obra Memorias históricas, describe la historia china desde sus orígenes míticos en 2600 a. C. En la obra, Qian intentó clasificar toda la información que tenía disponible, basándose en datos históricos y generalizados, intentando comprender las leyes de la historia y el "camino al cielo". La obra ha sido citada como importante influencia para los historiadores chinos posteriores.
Hijo de un funcionario chino bajo las órdenes del emperador Han Wu-Ti, Qian tuvo acceso a documentación profesional clave, que junto con la obra inconclusa de su padre (quien también era un investigador histórico), le permitieron escribir su obra magna.
También sobresalió como jurista en la defensa del general Li Ling cuando se le culpó del fracaso de su campaña contra los Xiongnu, lo que le generó problemas con el monarca chino, quien ordenó el encarcelamiento y ejecución de Qian. Para salvar su vida, Qian accedió a que se conmutara su pena de muerte por la de castración. Luego de su liberación, trabajó para el emperador en la secretaría interna de Chung Su. Completó su obra pocos años antes de su muerte, en 90 a. C. Sima Qian está representado en Wu Shuang Pu de Jin Guliang (無雙 譜, Tabla de héroes incomparables). 

## Biografía
Sima nació en 145 a. C., en Longmen, bajo el gobierno de la Dinastía Han. Era hijo de Sima Tan, funcionario del gobierno imperial. 
Al igual que su padre, trabajó como escriba principal en la corte Han. En el 126 a. C., con 20 años de edad, Sima Qian comenzó un largo viaje por China tal como existía en la dinastía Han, para recabar información y confirmar datos sobre la historia del país. Comenzó su viaje desde la capital imperial, Chang'an (cerca de la actual Xi'an), luego se dirigió hacia el sur a través del río Yangtsé hasta el Reino de Changsha (actual provincia de Hunan), donde visitó el sitio del río Miluo donde la tradición decía que el poeta Qu Yuan de la era de los Reinos combatientes se había ahogado. Después emprendió la búsqueda de la tumba del legendario gobernante Yu el Grande en el monte Kuaiji, al sur de la ciudad de Shaoxing. En los Montes Jiuyi (actual condado de Ningyuan, Hunan). Luego fue al norte a Huaiyin (actual Huai'an, provincia de Jiangsu) para ver la tumba del general de la dinastía Han, Han Xin, luego continuó hacia el norte hasta Qufu, la ciudad natal de Confucio, donde estudió rituales y otras asignaturas tradicionales. 
A la vuelta de su viaje, Sima Qian volvió a trabajar en la corte junto a su padre al servicio del emperador Han Wudi. A partir del año 109 a. C., Sima Qian continuó la obra de su padre.
Sima dedicó su vida a completar la obra Shǐjì (史記, traducida frecuentemente como Memorias históricas o Recuerdos históricos), que había comenzado su padre, durante sus años en el cargo.

### Funcionario de la corte Han
Después de sus viajes, Sima fue elegido para ser asistente de palacio en el gobierno, cuyas funciones eran inspeccionar diferentes partes del país con el emperador Wu en el 122 a. C. Sima se casó joven y tuvo una hija. En 110 a. C., a la edad de treinta y cinco años, Sima Qian fue enviado hacia el oeste en una expedición militar contra algunas tribus "bárbaras". Ese año, su padre enfermó debido a la angustia de no haber sido invitado a asistir al Sacrificio Imperial Feng. Ante la sospecha de que se le acababa el tiempo, llamó a su hijo a casa para que se hiciera cargo de la obra histórica que él había comenzado. Sima Tan quería continuar los Anales de la primavera y el otoño, la primera crónica en la historia de la literatura china.
Parece que Sima Tan solo pudo armar un esquema del trabajo antes de morir. En el postfacio del Shǐjì completo, hay un breve ensayo sobre las seis escuelas filosóficas que se atribuye explícitamente a Sima Tan. De lo contrario, solo hay fragmentos del Shǐjì que se especula que son de autoría de Sima Tan o se basan en sus notas. Impulsado por la inspiración de su padre, Sima Qian pasó gran parte de la década siguiente redactando y compilando los Registros del Gran Historiador, y los completó antes del 91 a. C., probablemente alrededor del 94 a. C. Tres años después de la muerte de su padre, Sima Qian asumió el puesto anterior de su padre como taishi. En 105 a. C., Sima fue uno de los eruditos elegidos para reformar el calendario. Como alto funcionario imperial, Sima también estaba en posición de ofrecer consejo al emperador sobre asuntos generales del estado.

#### El asunto Li Ling
En el año 99 a. C., Sima Qian se vio envuelto en el asunto Li Ling, donde Li Ling y Li Guangli, dos oficiales militares que lideraron una campaña contra los Xiongnu pueblo nómada en el norte, fueron derrotados y capturados. El emperador Han Wudi atribuyó la derrota a Li Ling, y todos los funcionarios del gobierno lo condenaron por ello posteriormente. Sima fue la única persona que defendió públicamente al general Li Ling, quien nunca había sido su amigo pero a quien respetaba. La defensa que hizo Sima Qian del general le valió la ira del emperador, que interpretó la defensa de Li por parte de Sima como un ataque a su cuñado, Li Guangli, quien también había luchado contra los Xiongnu sin mucho éxito, y condenó a Sima a muerte. En ese momento, la ejecución podría conmutarse por dinero o castración. La condena a castración era en la práctica una condena a muerte, ya que el suicidio estaba considerada la única opción digna después de la mutilación. Sin embargo, Sima Qian no se suicidó. Prefirió vulnerar las costumbres religiosas de la época para llevar a término su obra.
Describió su dolor así: "Cuando ves al carcelero, tocas abyectamente el suelo con la frente. Al ver a sus subordinados, te embarga el terror ... Tal ignominia nunca podrá borrarse". Sima llamó a su castración "el peor de todos los castigos". Tras pasar tres años en la cárcel fue puesto en libertad y continuó dedicado en cuerpo y alma a la escritura de los Shǐjì, que completó en el año 91 a. C., poco antes de morir.
Es difícil enfatizar suficientemente la importancia de Sima Qian en la historiografía china. Gran parte de los acontecimientos de las épocas más antiguas de China se conocen gracias a la meticulosidad de sus escritos. Su obra, Shǐjì, tendría una amplia influencia sobre los historiadores posteriores y ha marcado la manera en que los chinos ven su propia historia.

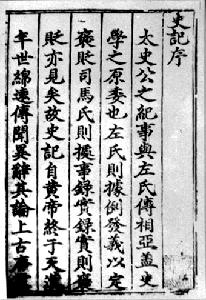
Primera página del manuscrito de Shiji.

### Años posteriores y muerte
Tras su liberación de la prisión en 97/96 a. C., Sima Qian continuó sirviendo en la corte Han como zhongshuling (中書令), un puesto de archivero de la corte reservado para eunucos con un estatus considerable y con un salario más alto que su anterior puesto de historiador.
La Carta a Ren An fue escrita por Sima Qian en respuesta a Ren An por la participación de este último en la rebelión del príncipe heredero Liu Ju en el 91 a. C. Este es el último registro de Sima Qian en documentos contemporáneos. La carta es una respuesta a una carta perdida de Ren An a Sima Qian, quizás pidiéndole a Sima Qian que interceda en su nombre, ya que Ren An se enfrentaba a la ejecución por acusaciones de ser un oportunista y mostrar una lealtad equívoca al emperador durante la rebelión. En su respuesta, Sima Qian declaró que es un hombre mutilado sin influencia en la corte. [10] Algunos historiadores posteriores afirmaron que el propio Sima Qian se vio implicado en la rebelión como resultado de su amistad con Ren An y fue ejecutado como parte de la purga de los partidarios del príncipe heredero en la corte; sin embargo, el registro atestiguado más antiguo de este relato data del siglo IV. Además, también se ha señalado que Sima Qian se habría mostrado reacio a prestar ayuda sustancial a Ren An, dadas las graves consecuencias que sufrió por apoyar al general Li Ling, así como el hecho de que Ren An no actuara en su nombre durante el Asunto Ling. Aunque existen muchas teorías sobre la datación exacta, así como la verdadera naturaleza y propósito de la Carta a Ren An, una interpretación común sugiere que la carta, en parte, expresaba tácitamente una negativa a desempeñar un papel activo en la obtención de un castigo reducido para Ren An.
El erudito de principios del siglo XX Wang Guowei declaró que no hay registros confiables que establezcan cuándo murió Sima Qian. Él y la mayoría de los historiadores modernos creen que Sima Qian pasó sus últimos días como erudito en reclusión (隱士; yǐnshì) después de dejar la corte Han, quizás muriendo aproximadamente al mismo tiempo que el emperador Wu en 87/86 a. C.

## Las Memorias Históricas
Las Memorias históricas (chino tradicional: 史記, chino simplificado: 史记, pinyin: Shǐjì, también traducido como Recuerdos del gran historiador) son la obra maestra del historiador Sima Qian, compuesta entre los años 109 a. C. y 91 a. C., durante la dinastía Han. En esta obra se narran los 2500 años de historia china desde la época del legendario Emperador Amarillo hasta la época del propio autor, con algunas interpolaciones en el texto hechas después de su muerte.
Gran parte de los acontecimientos de las épocas más antiguas de China se conocen gracias a la meticulosidad de la Shijì. Las Memorias Históricas tendrán una amplia influencia sobre los historiadores posteriores y han marcado la manera en que los chinos ven su propia historia.
Es la primera historia de China hecha de forma sistemática, por lo que ha influido en gran medida en la historiografía y la prosa china. Sima Qian intentó realizar una obra desprovista de errores e investigó en los siempre bien nutridos archivos de China para recabar datos. También realizó varios viajes y habló con testigos de hechos recientes para documentarse.
Los ciento treinta capítulos (escritos en rollos) se dividen en varias categorías:
1. 12 capítulos de Běnjì (本紀) contienen las biografías de los mandatarios desde el legendario Emperador Amarillo hasta Qin Shi Huang y los reyes de las dinastías Xia, Shang y Zhou, así como las biografías de los emperadores Han y los personajes más relevantes de esta dinastía Han hasta la muerte del autor.
2. 30 capítulos de Shìjiā (世家) contienen las biografías de mandatarios y personajes de las épocas de las Primaveras y Otoños y Reinos Combatientes.
3. 70 capítulos de Lièzhuàn (列傳) contienen biografías de figuras importantes como Laozi, Mozi, Sunzi y Jing Ke.
4. 8 capítulos de Shū (書) son los datos económicos y culturales de las épocas tratadas en el libro.
5. 10 capítulos de Biǎo (表) son cronografías.

## Figura literaria
El Shiji de Sima es respetado como un modelo de literatura biográfica con un alto valor literario y todavía se mantiene como un libro de texto para el estudio del chino clásico. Las obras de Sima influyeron en la escritura china, sirviendo como modelos ideales para varios tipos de prosa dentro del movimiento neoclásico ("renacimiento" 复古) del período Tang-Song. El gran uso de la caracterización y la trama también influyeron en la escritura de ficción, incluidos los cuentos clásicos del período medieval medio y tardío (Tang-Ming), así como la novela vernácula del período imperial tardío. Sima tuvo una inmensa influencia en la historiografía no solo en China, sino también en Japón y Corea. Durante siglos, el Shiji fue considerado como el mayor libro de historia escrito en Asia. 
Su influencia se derivó principalmente de los siguientes elementos de su escritura: su hábil descripción de personajes históricos utilizando detalles de su discurso, conversaciones y acciones; su uso innovador de un lenguaje informal, humorístico y variado; y la sencillez y concisión de su estilo. Incluso el crítico literario del siglo XX Lu Xun, consideró a Shiji como "la canción más perfecta de los historiadores, un "Li Sao" sin rima" (史家之絶唱，無韻之離騷) en su Esquema de la historia literaria china (漢文學史綱要).

### Otras obras literarias
La famosa carta de Sima a su amigo Ren An sobre sus sufrimientos durante el asunto Li Ling y su perseverancia en la escritura de Shiji se considera hoy como un ejemplo muy admirado de estilo de prosa literaria, estudiado ampliamente en China incluso hoy. La Carta a Ren An contiene la cita: "Los hombres siempre han tenido una sola muerte. Para algunos es tan pesada como el Monte Tai; para otros es tan insignificante como un plumón de ganso. La diferencia es para qué la usan". (人固有一死，或重于泰山，或輕于鴻毛，用之所趨異也。) Esta cita se ha convertido en una de las más conocidas de toda la literatura china. En los tiempos modernos, el presidente Mao parafraseó esta cita en un discurso en el que rindió homenaje a un soldado caído del Ejército Popular de Liberación.
Sima Qian escribió ocho rapsodias (fu), que se enumeran en el tratado bibliográfico del Libro de Han. Todas menos una, la "Rapsodia en lamento por los caballeros que no cumplen con su tiempo" (士不遇賦) se han perdido, e incluso el ejemplo sobreviviente probablemente no esté completo.

## Astrónomo/astrólogo
Sima y su padre se desempeñaron como taishi (太史) de la antigua dinastía Han, una posición que incluye aspectos de historia, escriba de la corte, calendarista y astrónomo/astrólogo de la corte. En ese momento, el astrólogo tenía un papel importante, responsable de interpretar y predecir el rumbo del gobierno según la influencia del Sol, la Luna y las estrellas, así como otros fenómenos astronómicos y geológicos como los eclipses solares y los terremotos, de los cuales dependía sobre la revisión y mantenimiento de un calendario exacto.
Antes de compilar Shiji, Sima Qian participó en la creación del calendario Taichu del 104 a. C. 太初暦 (太初 se convirtió en el nombre de la nueva era para el Emperador Wu y significa "comienzo supremo"), una modificación del calendario Qin. Este es el primer calendario chino cuyo método completo de cálculo (暦法) se ha conservado.
El planeta menor "(12620) Simaqian" se nombra en su honor.

## Legado
El innovador enfoque historiográfico de Sima Qian es que va más allá de una historia "cortesana" de carácter dinástico. Esta forma existía antes de que él y, por supuesto, sigue existiendo (el Tongshi). La historia oficial de la dinastía Han, el Hanshu (汉书 / 漢書), fue escrita por Ban Gu (班固) en el siglo I. Se enmarca en el principio dinástico y persigue un enfoque más restringido.
Las primeras crónicas del periodo Han se caracterizan por un deseo de sus autores de limitarse a registrar los acontecimientos, sin darles ningún tipo de interpretación. La cuestión de la dependencia de los patrones históricos todavía no había surgido. La causa de esto es, en parte, el hecho que un análisis de este tipo acontece posible solo por la acumulación de cierta cantidad de información. Sima Qian fue el primer historiador de la China y uno de los primeros (junto con Polibio) en el mundo que hizo un intento de sistematizar los datos históricos, resumirlas y sacar algunas conclusiones. Sin embargo, hay que señalar que, a pesar de que las obras de Polibio y Sima Qian son similares, también hay características que las distinguen significativamente entre sí.
Si bien la obra histórica de Polibio se centra en la generalización de un periodo de corta duración de la existencia de varios países, el estudio de Sima Qian examina toda la historia de China desde los tiempos míticos hasta el siglo II, es decir, un periodo total no inferior a dos mil años. El libro tiene un total de 130 volúmenes y más de 500.000 caracteres chinos - una cantidad extremadamente grande de trabajo, que no tiene comparación ni precedentes en la ciencia contemporánea. El desarrollo de la historiografía china, de hecho, entró en una nueva fase con la llegada de las Memorias históricas. El interés en la ciencia de la historia vio fortalecida su posición.